# Сила нормальної реакції
Сила нормальної реакції (іноді нормальна реакція опори) - сила, що діє на тіло з боку опори і спрямована перпендикулярно («по нормалі», «нормально») до поверхні дотику. Розподілена за площею зони дотику. Слід враховувати під час аналізу динаміки руху тіла. Фігурує в законі Амонтона - Кулона. 
Одним з часто обговорюваних прикладів для ілюстрації сили нормальної реакції є випадок знаходження невеликого тіла на похилій площині. При цьому для спрощення вважається, що сила реакції прикладена в одній точці дотику. 
Для розрахунку в цьому випадку використовується формула 

N - сила нормальної реакції, f - сила тертя спокою

{\displaystyle |{\vec {N}}|=mg\cos \theta } ,
де {\displaystyle |{\vec {N}}|} - модуль вектора сили нормальної реакції, {\displaystyle m} - маса тіла, {\displaystyle g} - прискорення вільного падіння, {\displaystyle \theta } - кут між площиною опори і горизонтальною площиною. 
Виписана формула відображає той факт, що вздовж напрямку, перпендикулярного до похилої площини, руху немає. Це означає, що величина сили нормальної реакції дорівнює проєкції сили тяжіння {\displaystyle mg} на зазначений напрямок. 
З закону Амонтона - Кулона випливає, що для модуля вектора сили нормальної реакції справедливе співвідношення: 
{\displaystyle |{\vec {N}}|={\frac {|{\vec {F}}|}{\mu }},}
де {\displaystyle {\vec {F}}} - сила тертя ковзання, а {\displaystyle \mu } - коефіцієнт тертя. 
Оскільки сила тертя спокою обчислюється за формулою 
{\displaystyle |{\vec {f}}|=mg\sin \theta ,}
можна експериментальним шляхом знайти таке значення кута {\displaystyle \theta }, за якого сила тертя спокою буде дорівнювати силі тертя ковзання: 
{\displaystyle mg\sin \theta =\mu mg\cos \theta .}
Звідси маємо вираз для коефіцієнта тертя: 
{\displaystyle \mu =\mathrm {tg} \ \theta .}